# Song Sun

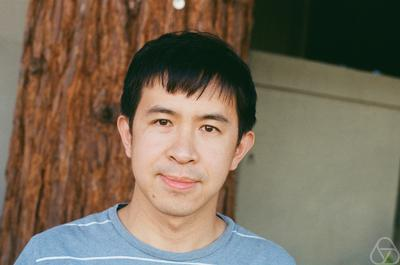
Song Sun

Song Sun (* 1987) ist ein chinesischer Mathematiker, der sich mit (komplexer) Differentialgeometrie befasst.
Song Sun besuchte die Schule in der Gemeinde Huaining in Anhui und ab 2002 studierte an der University of Science and Technology mit dem Bachelor-Abschluss 2006. Danach ging er in die USA und wurde 2010 an der University of Wisconsin-Madison bei Xiuxiong Chen promoviert (Kempf–Ness theorem and uniqueness of extremal metrics).  Als Post-Doktorand war er am Imperial College London. 2013 wurde er Assistant Professor an der State University of New York at Stony Brook und 2018 Associate Professor an der University of California, Berkeley.
2014 wurde er Sloan Research Fellow. Er war eingeladener Sprecher af dem Internationalen Mathematikerkongress 2018 in Rio de Janeiro (Degeneration and Moduli Spaces in Kähler Geometry). 2019 erhielt er den Oswald-Veblen-Preis mit Xiuxiong Chen and Simon Donaldson für ihren Beweis, dass Fano-Mannigfaltigkeiten, das heißt kompakte Kähler-Mannigfaltigkeiten mit positiver erster Chernklasse, genau dann Kähler-Einstein-Metriken zulassen, wenn sie K-stabil sind. Damit lösten sie eine seit den 1980er Jahren offene Vermutung von Shing-Tung Yau, die später von Simon Donaldson basierend auf Arbeiten von Gang Tian präzisiert wurde. 2021 erhielt er den New Horizons in Mathematics Prize für viele bahnbrechende Beiträge zur komplexen Differentialgeometrie, einschließlich Existenzbeweise für Kähler-Einstein-Metriken und Verbindungen zu Moduliproblemen und Singularitäten (Laudatio).

## Schriften
- mit Simon Donaldson: Gromov-Hausdorff limits of Kähler manifolds and algebraic geometry, Acta Mathematica, Band 213, 2014, S. 63–106.
- mit Xiuxiong Chen, Simon Donaldson: Kähler-Einstein metrics on Fano manifolds, 3 Teile, J. Amer. Math. Soc., Band  28, 2015, S. 183–197, 199–234, 235–278.